# Nag-Hammadi-Massaker
Das Nag-Hammadi-Massaker (arabisch مذبحة نجع حمادى) war ein Blutbad an koptischen Christen, das am 7. Januar 2010 in der ägyptischen Stadt Nag Hammadi stattfand.
Das Massaker geschah vor der Nag-Hammadi-Kathedrale, als koptische Christen die Kirche verließen, nachdem die Mitternachts-Christmette gemäß dem koptischen Kalender zelebriert worden war. Das Blutbad führte zur Ermordung von acht Kopten und einem Muslim. Das einzige muslimische Opfer wurde außerhalb der Stadt getötet, als es mit einigen christlichen Freunden ein Taxi fuhr. Er war der Wachmann der Kirche und schwänzte seinen Dienst, als er getötet wurde. Er beendete seine Arbeit um 7 Uhr abends und ging nach Hause, um sich umzuziehen, bevor er mit seinen christlichen Freunden ausging. Neun andere Kopten wurden schwer verletzt und zwei Muslime wurden beim Angriff verwundet.
Im Anschluss an den Angriff wurden zwei andere koptisch-christliche Frauen in nahegelegenen Dörfern umgebracht, als ein Mob ihre Häuser in Brand setzte. Mehrere koptische Geschäfte wurden bei zeitgleichen Angriffen ausgeplündert, angezündet und zerstört.
Eine Woche später, am 15. Januar besuchten 29 ägyptische Menschenrechtsaktivisten, Blogger und Mitglieder von politischen Parteien Nag Hammadi, um ihre Solidarität mit der koptischen Gemeinde gegen die Angriffe auf koptische Zivilisten zu zeigen. Die Gruppe umfasste prominente Aktivisten wie Wael Abbas (* 1974), Mitglied der Jugendbewegung des 6. April, und Mitglieder der Demokratischen Frontpartei. Auch acht Frauen waren dabei, von denen eine französische Staatsbürgerin war. Alle 29 Aktivisten wurden von der ägyptischen Polizei, als sie den Familien der Getöteten ihr Beileid ausdrücken wollten, festgenommen. Die Aktivisten wurden vom Staatsanwalt des Governorats Qena verhört. Einige von ihnen wurden beschuldigt, illegal demonstriert zu haben, Slogans gegen den Staat gerufen und Unruhe gestiftet zu haben. Sie wiesen die Anschuldigungen zurück und konstatierten, dass die Polizei sie bereits bei der Ankunft an der Bahnstation festgenommen hatte und dass sie nicht mal die Zeit gehabt hätten, sich derart zu engagieren.
Das Nag-Hammadi-Massaker erregte aufgrund der prekären Lage für die christliche Minderheit in Ägypten internationale Aufmerksamkeit. Es wurde vom katholischen Papst Benedikt XVI., dem libanesischen Parlamentsabgeordneten Nadim Gemayel (Kataeb), dem italienischen Außenminister Franco Frattini und dem kanadischen Außenminister Lawrence Cannon verurteilt. Die Angriffe waren einer der ernsthaftesten Ausbrüche der antichristlichen Gewalt in Ägypten und gelten als der schlimmste seit dem Massenmord an 21 koptischen Christen aus Koscheh im Januar 2000.